# Ferran de Savoia-Gènova
Ferran de Savoia, duc de Gènova (Florència 1822 - Torí 1855). Príncep de la  Casa de Savoia amb el tractament d'altesa reial que fundà la branca cadet dels Gènova dins de la Casa Reial de Sardenya-Piemont i posteriorment d'Itàlia.
Nascut a la ciutat de Florència el dia 15 de novembre de 1822 essent fill del rei Carles Albert I de Sardenya i de l'arxiduquessa Maria Teresa d'Àustria. Ferran era net per via paterna del príncep Carles Manuel de Savoia, prince de Carignano i de la princesa Maria Cristina de Saxònia i per via materna del gran duc Ferran III de Toscana i de la princesa Lluïsa de Dues Sicílies.
El 22 d'abril de l'any 1850 es casà amb la princesa Elisabet de Saxònia a Dresden, capital del regne de Saxònia. Elisabet era filla del rei Joan I de Saxònia i de la princesa Amàlia de Baviera. La parella tingué dos fills:
- SAR la princesa Margarida de Savoia, nada a Torí el 1851 i morta a Bordighera el 1926. Es casà amb el rei Humbert I d'Itàlia.

- SAR el príncep Tomàs de Savoia, duc de Gènova, nat a Torí el 1854 i mort a Torí el 1931. Es casà amb la princesa Maria Elisabet de Baviera.

Ferran motí a l'edat de 33 anys a la ciutat de Torí el dia 10 de febrer de l'any 1855. Un any després de la seva mort, la seva muller, la princesa Elisabet de Saxònia, es tornà a casar, aquesta vegada amb Niccolo Marchese Rapallo.